# Svi brane gospođicu Mireille (1959.)
Svi brane gospođicu Mireille je hrvatska televizijska drama iz 1959. godine, u režiji Ivana Hetricha i prema scenariju Kreše Novosela. Drama je temeljena na motivima novele Ona svinja Morin francuskog književnika Guyja de Maupassanta, ali s brojnim autorskim proširenjima i izmjenama.
Premijerno je prikazana 30. studenoga 1959. godine na Televiziji Zagreb.

## Radnja i prilagodba
Kako je navedeno u rubrici „Televizija“ časopisa Arena, Novosel je za ovu televizijsku dramatizaciju uzeo »samo osnovni motiv« Maupassantove novele, dok je »fabulu posve izmijenio i proširio«. Uveo je nova lica i napisao dijaloge kojih u izvornom djelu gotovo i nema, iako se u samoj noveli dijalozi ipak nalaze u značajnoj mjeri.
Radnja i konačni oblik drame tako su više od slobodne adaptacije: u televizijskom obliku dobiva nova značenja i karaktere, a zaplet i ton djela odmiču se od izvorne novele. Lik Mireille – kao i obrana njezina dostojanstva – postaje centralni motiv oko kojeg se gradi društvena dinamika između protagonista.

## Glumačka postava
- Drago Krča
- Branka Strmac
- Milan Micić
- Ivo Fici
- Dubravka Gall
- Vladimir Leib
- Branko Špoljar

## Produkcija
Režiju je potpisao Ivan Hetrich, a glazbu skladatelj Mihovil Brajević (Mićo). Scenografska rješenja zabilježena su na nekoliko fotografija objavljenih u časopisu Radio televizija, a istaknuta je njihova usklađenost sa žanrom komične televizijske igre. Premda se o samoj emisiji u tisku nije mnogo pisalo, poznato je da su scenografija i stilizacija imali važnu ulogu u postavljanju atmosfere i stila.

## Značaj
Emisija je zanimljiva i po tome što prikazuje tadašnji način rada na televizijskim dramama, koje su bile rezultat suradnje šireg autorskog tima – scenarista, redatelja, scenografa, glazbenika i izvođača. Premda se u tisku pisalo o autorstvu scenarista, kritičari su upozoravali da su takve emisije rezultat timskog rada i da ih primamo »iz ruku režisera«.

## Vanjske poveznice
- Svi brane gospođicu Mireille u internetskoj bazi filmova IMDb-a